# جراع (حبيل جبر)

تعديل مصدري - تعديل

جراع هي إحدى قرى عزلة حبيل جبر بمديرية حبيل جبر التابعة لمحافظة لحج، بلغ تعداد سكانها 216 نسمة حسب تعداد اليمن لعام 2004.